# Ajdir (Taza)
Ajdir (en àrab أجدير, Ajdīr; en amazic ⴰⵊⴷⵉⵔ) és una comuna rural de la província de Taza, a la regió de Fes-Meknès, al Marroc. Segons el cens de 2014 tenia una població total de 10.214 persones.